# Pitlour House
Pitlour House ist eine Villa nahe der schottischen Ortschaft Strathmiglo in der Council Area Fife. 1973 wurde das Bauwerk als Einzeldenkmal in die schottischen Denkmallisten in der höchsten Kategorie A aufgenommen.

## Geschichte
Das Brüderpaar Philip Skene und Robert Skene, beide dekorierte Militärs, gaben die Planung von Pitlour House in den 1770er Jahren in Auftrag. Sie engagierten den bedeutenden schottischen Architekten Robert Mylne, den sie in Inverary kennengelernt hatten. Aus Mylnes erhaltenen Entwürfen sind mehrere Umgestaltungen während der Planungsphase ersichtlich. Hierzu zählt eine Drehung des Hauses um 90 °, sodass die Hauptfassade nach Osten und nicht mehr nach Norden wies. Der Grund hierfür ist nicht bekannt, könnte aber in einer Verlegung der Hauptzufahrt von Westen nach Süden begründet sein. Es dauerte bis 1783, bis die Skene-Brüder schließlich einen Entwurf absegneten. Die im Folgejahr erbaute Villa ist bis heute weitgehend unverändert erhalten.

## Beschreibung
Die klassizistische Villa ist in eine Parklandschaft mit mehreren Außengebäude eingebettet. Sie steht rund einen Kilometer nördlich von Strathmiglo prominent auf einer Anhöhe. Das zweistöckige Gebäude weist einen beinahe quadratischen Grundriss auf. Das Mauerwerk besteht aus rotem Sandstein, wobei Details mit gelbem Sandstein abgesetzt sind. Entlang aller Fassaden verlaufen Fenstergesimse und Kranzgesimse.
Die fünf Achsen weite ostexponierte Hauptfassade schließt mit einem Dreiecksgiebel mit Okulus im Tympanum. Das zentrale Hauptportal ist mit länglichen Seitenfenstern und gerundetem Kämpferfenster gestaltet. Es ist über eine kurze Vortreppe mit gusseisernen Geländern zugänglich. Die Eingänge an der fünf Achsen weiten Südfassade sind rundbogig mit blinken Okuli. Es sind vornehmlich zwölfteilige Sprossenfenster verbaut. Das abschließende Plattformdach ist mit Schiefer eingedeckt.